# Episodi di Downton Abbey (terza stagione)
La terza stagione della serie televisiva Downton Abbey è stata trasmessa sul canale britannico ITV1 dal 16 settembre al 4 novembre 2012. È formata da otto episodi e uno speciale di novanta minuti andato in onda a Natale 2012.
In Italia, la stagione è stata trasmessa in prima visione su Rete 4 dal 19 dicembre 2013 al 9 gennaio 2014.
La stagione copre il periodo di tempo da marzo 1920 a gennaio 1921, mentre lo speciale natalizio è ambientato a settembre 1921.
Il cast principale di questa stagione è formato da Hugh Bonneville, Jessica Brown Findlay, Laura Carmichael, Jim Carter, Brendan Coyle, Michelle Dockery, Kevin Doyle, Siobhan Finneran, Joanne Froggatt, Rob James-Collier, Allen Leech, Phyllis Logan, Elizabeth McGovern, Sophie McShera, Matt Milne, Lesley Nicol, Amy Nuttall, Maggie Smith, Ed Speleers, Dan Stevens, Penelope Wilton.
| nº       | Titolo originale           | Titolo italiano            | Prima TV UK       | Prima TV Italia  |
| -------- | -------------------------- | -------------------------- | ----------------- | ---------------- |
| 1        | Episode One                | Episodio uno               | 16 settembre 2012 | 19 dicembre 2013 |
| 2        | Episode Two                | Episodio due               | 23 settembre 2012 | 19 dicembre 2013 |
| 3        | Episode Three              | Episodio tre               | 30 settembre 2012 | 26 dicembre 2013 |
| 4        | Episode Four               | Episodio quattro           | 7 ottobre 2012    | 26 dicembre 2013 |
| 5        | Episode Five               | Episodio cinque            | 14 ottobre 2012   | 2 gennaio 2014   |
| 6        | Episode Six                | Episodio sei               | 21 ottobre 2012   | 2 gennaio 2014   |
| 7        | Episode Seven              | Episodio sette             | 28 ottobre 2012   | 6 gennaio 2014   |
| 8        | Episode Eight              | Episodio otto              | 4 novembre 2012   | 6 gennaio 2014   |
| Speciale |                            |                            |                   |                  |
| –        | A Journey to the Highlands | Un viaggio nelle Highlands | 25 dicembre 2012  | 9 gennaio 2014   |

## Episodio uno
- Titolo originale: Episode One
- Diretto da: Brian Percival
- Scritto da: Julian Fellowes

### Trama
Marzo 1920. A Downton Abbey fervono i preparativi per il fastoso matrimonio di Mary e Matthew, al quale, però, Sybil e Tom non dovrebbero essere presenti a causa delle ristrettezze economiche in cui vivono. Robert scopre di aver perso tutta la dote di Cora, investita durante la guerra in una compagnia ferroviaria che ora è fallita; per far fronte ai debiti potrebbe essere costretto a vendere la tenuta, ma non sa come dare la notizia alla famiglia, anche in vista delle enormi spese per il matrimonio. Edith cerca di riallacciare il rapporto con sir Anthony Strallan, corteggiandolo poco velatamente, ma l'uomo è preoccupato per la differenza d'età. A sorpresa arrivano Sybil e Tom, accolti con gioia da tutta la famiglia, tranne Robert, che vede nel giovane una fonte d'imbarazzo. Nonostante anche Lady Violet non abbia simpatie per Tom, si scopre che è stata lei a spedire i soldi necessari per il viaggio. Matthew apprende che il padre di Lavinia lo ha nominato nel proprio testamento come suo erede: poiché il primo erede è già morto e il secondo risulta disperso in India, Matthew potrebbe ricevere l'intero patrimonio dell'uomo, ma non vuole accettare perché ritiene che sarebbe un tradimento nei confronti di Lavinia, morta dopo che lui le ha spezzato il cuore. Le opinioni divergenti tra lui e Mary li portano a litigare alla vigilia del matrimonio, ma Tom, scelto da Matthew come testimone, aiuta la coppia a riappacificarsi, ottenendo il favore di Robert. Alla cerimonia del giorno dopo partecipa anche Martha Levinson, la madre di Cora, arrivata da qualche giorno a Downton Abbey, con disappunto di Lady Violet che non sopporta la consuocera, così sfacciata e moderna. Tra i domestici invece la novità è il nuovo cameriere Alfred, il giovane e bel nipote della O'Brien, che diventa il valletto temporaneo di Tom; la prospettiva di servire Matthew dopo il matrimonio, dato che quest'ultimo ha deciso che Molesley resterà con Isobel, suscita la stizza di Thomas, che inizia a fargli la guerra. Alfred viene inoltre notato dalla spigliata cameriera di Martha, suscitando la gelosia di Daisy, che è scontenta anche per altri motivi: nonostante l'aumento di stipendio, non è stata assunta una nuova sguattera (come invece promessole dalla signora Patmore) e quindi non può dedicarsi esclusivamente alla cucina. Anna trova il diario della defunta Vera e cerca di contattare le persone nominate, convinta che a qualcuno di loro abbia confessato gli intenti suicidi. La signora Hughes consulta il medico e potrebbe avere un tumore, ma vieta alla signora Patmore di rivelarlo a qualcuno.
- Ascolti UK: telespettatori 11 430 000[7]
- Ascolti Italia: telespettatori 911 000 - share 4,01%[8]

## Episodio due
- Titolo originale: Episode Two
- Diretto da: Brian Percival
- Scritto da: Julian Fellowes

### Trama
Aprile 1920. Dopo essere tornata dalla luna di miele, Mary collabora con Lady Violet per spingere Martha ad aiutare economicamente Downton e salvarla dalla bancarotta. Nonna e nipote puntano sulla prima cena ufficiale di Mary a Downton, credendo che mostrando la casa al suo massimo splendore Martha non vorrà che la nipote si privi di tutto quello, ma il forno si rompe e Martha prende il controllo della situazione, trasformando la serata formale in un party all'americana con buffet freddo e intrattenimento musicale. Quando Mary le chiede aiuto, la donna confessa di non poter fare nulla per Downton perché, dopo aver dato la dote a Cora, il resto degli averi è stato vincolato alla tenuta di famiglia, come fece anche il marito di Violet; Martha parte poi per l'America. Robert convince sir Anthony ad allontanare Edith, ma la situazione si capovolge e Anthony, colpito dall'amore della ragazza per lui, le chiede di sposarlo. Parallelamente, Thomas continua a mettere Alfred in cattiva luce dopo che è stato scelto come valletto di Matthew: la presunta incompetenza del ragazzo potrebbe, però, aiutare indirettamente Molesley a riavere il posto.
- Ascolti UK: telespettatori 12 080 000[7]
- Ascolti Italia: telespettatori 911 000 - share 4,01%[8]

## Episodio tre
- Titolo originale: Episode Three
- Diretto da: Andy Goddard
- Scritto da: Julian Fellowes

### Trama
Maggio 1920. Matthew accetta l'eredità del padre di Lavinia dopo che una lettera ricevuta dall'uomo, dalla quale apprende che lo ha scelto come suo erede pur sapendo che aveva spezzato il cuore alla figlia, lo solleva dai sensi di colpa. Con i soldi può finalmente salvare Downton, però Robert non vuole che gli regali il denaro e così gli propone di investirlo nella tenuta, diventando co-proprietario. Mentre il compagno di cella di Bates cerca di metterlo nei guai facendo trovare della droga nella sua branda e il nodulo della signora Hughes si rivela essere benigno, Thomas fa credere che la signorina O'Brien intenda licenziarsi: chiarito il malinteso, la donna medita vendetta. Edith viene lasciata all'altare da sir Anthony, che non vuole costringerla a passare la vita accanto a un infermo.
- Ascolti UK: telespettatori 11 960 000[7]
- Ascolti Italia: telespettatori 1 175 000 - share 5,22%[9]

## Episodio quattro
- Titolo originale: Episode Four
- Diretto da: Andy Goddard
- Scritto da: Julian Fellowes

### Trama
Giugno 1920. Branson viene coinvolto nel rogo di una casa nobiliare in Irlanda e, ricercato dalla polizia, si rifugia a Downton Abbey, ma senza Sybil. Questo fatto getta la famiglia nella preoccupazione, essendo la ragazza incinta, ma, quando Sybil alla fine arriva sana e salva, tutti tirano un sospiro di sollievo. Robert intercede per Branson presso il ministro e riesce a ottenere che il genero rimanga in Inghilterra, ma, se solo rimetterà piede sul terreno irlandese, verrà arrestato. Intanto, il carcere sospende le visite a Bates e non spedisce più le sue lettere, gettando Anna e Bates nello sconforto, facendo credere ai due di essere stati lasciati: quando, però, Bates incastra il compagno di cella ed entra nel favore delle guardie, la situazione torna alla normalità. Contemporaneamente, alla tenuta vengono assunti Jimmy Kent, un cameriere che attira le attenzioni delle domestiche e di Thomas, e Ivy Stuart, una sguattera di cucina che distoglie l'attenzione di Alfred da Daisy. Ethel Parks, diventata una prostituta, chiede l'aiuto di Isobel e della signora Hughes per affidare il figlio Charlie ai nonni, in modo che possa avere una vita migliore. Matthew esamina i libri contabili della tenuta e scopre che è male amministrata, ma non sa come fare per intervenire senza offendere nessuno.
- Ascolti UK: telespettatori 11 830 000[7]
- Ascolti Italia: telespettatori 1 175 000 - share 5,22%[9]

## Episodio cinque
- Titolo originale: Episode Five
- Diretto da: Jeremy Webb
- Scritto da: Julian Fellowes

### Trama
Luglio 1920. Si avvicina il parto di Sybil e Robert, non fidandosi del dottor Clarkson, chiama un famoso ostetrico, Philip Tapsell. Quest'ultimo ritiene che tutto stia andando per il meglio, mentre il dottor Clarkson è preoccupato e rileva i sintomi dell'eclampsia, suggerendo di far ricoverare Sybil in ospedale e praticarle un taglio cesareo, altrimenti c'è il serio rischio che muoia, ma Robert si oppone. Sybil partorisce con successo una femmina, ma durante la notte viene colta delle convulsioni della malattia e muore davanti agli occhi sgomenti dei familiari. Intanto, Isobel assume Ethel, portando la signora Bird a licenziarsi, mentre Edith riceve la proposta di tenere una rubrica settimanale su un quotidiano, ma l'iniziativa non incontra il favore dei parenti. 
- Ascolti UK: telespettatori 11 930 000[7]
- Ascolti Italia: telespettatori 861 000 - share 3,43%[10]

## Episodio sei
- Titolo originale: Episode Six
- Diretto da: Jeremy Webb
- Scritto da: Julian Fellowes

### Trama
Luglio 1920. Dopo il funerale di Sybil, Cora incolpa Robert della morte della figlia perché non ha voluto ascoltare il dottor Clarkson. Intanto, il conte di Grantham rifiuta di ascoltare i suggerimenti di Matthew per gestire meglio la tenuta e si oppone al battesimo cattolico per la piccola Sybil voluto da Tom, nonostante Mary racconti che Sybil le aveva confidato che lei e Tom avevano già deciso da tempo in tal senso. Le tensioni tra Robert e Cora sembrano insormontabili e hanno fine solo quando Violet convince il dottor Clarkson a riformulare le sue teorie, dicendo loro che Sybil sarebbe morta comunque anche con il cesareo. Intanto, nonostante il divieto del signor Carson di avere contatti con Ethel, la signora Patmore aiuta la ragazza ad affinare le proprie arti culinarie, mentre Jimmy confida alla signorina O'Brien di non sopportare le attenzioni di Thomas. La signora Bartlett ritratta la testimonianza che potrebbe sollevare il signor Bates dalle accuse, ma infine dice la verità e viene fissata una data per la scarcerazione dell'uomo.
- Ascolti UK: telespettatori 12 060 000[7]
- Ascolti Italia: telespettatori 861 000 - share 3,43%[10]

## Episodio sette
- Titolo originale: Episode Seven
- Diretto da: David Evans
- Scritto da: Julian Fellowes

### Trama
Agosto 1920. Bates viene scarcerato e torna a Downton Abbey come valletto di Robert, prendendo il posto di Thomas. Quest'ultimo, convinto dalla signorina O'Brien che Jimmy ricambi i suoi sentimenti, lo bacia, ma viene respinto: Alfred, sopraggiunto in camera pochi secondi dopo, viene spinto dalla zia a denunciare il fatto a Carson. Intanto, Robert si oppone ai cambiamenti che Matthew vuole apportare alla tenuta perché non gli piace il trattamento che verrebbe riservato ai fittavoli; lo stesso amministratore, Jarvis, si dimette per l'offesa. Alla tenuta arriva il fratello di Tom per il battesimo di Sybil e l'uomo propone a Tom di aprire un'officina meccanica e di portare la piccola con loro. Su suggerimento di Violet, Robert propone a Tom il posto di amministratore ed egli accetta, mentre Edith si reca a Londra e accetta di tenere una rubrica settimanale per lo Sketch.
- Ascolti UK: telespettatori 11 820 000[7]
- Ascolti Italia: telespettatori 858 000 - share 3,65%[11]

## Episodio otto
- Titolo originale: Episode Eight
- Diretto da: David Evans
- Scritto da: Julian Fellowes

### Trama
Settembre 1920. Il signor Carson chiede a Thomas di rassegnare le dimissioni, con la scusa del ritorno di Bates, e di andarsene senza clamore, in tal modo avrà le referenze per cercare un altro impiego. Istigato dalla signorina O'Brien, Jimmy ritiene che ciò non sia sufficiente e minaccia Carson di andare alla polizia se Thomas avrà referenze positive.
Bates, che intanto si è insediato in un cottage con Anna, decide d'intervenire e spinge la signorina O'Brien a dissuadere Jimmy dal suo proposito grazie a una frase suggeritagli da Thomas. Sembra tutto risolto ma Alfred ha già denunciato Thomas alla polizia, e due funzionari arrivano proprio durante l'annuale partita di cricket di Downton e solo l'influenza di Robert mette tutto a tacere, mentre Thomas viene riassunto come vice maggiordomo. Intanto, la diciottenne Rose MacClare, figlia di una nipote di Violet, arriva a Downton Abbey nell'ipotesi che vada a vivere con Lady Violet mentre i suoi genitori dovranno recarsi in India. Rose approfitta di un piccolo viaggio a Londra di Matthew ed Edith per unirsi a loro e rivedere il suo amante, un uomo sposato, ma viene scoperta e rimandata in Scozia dai genitori. Mary e Matthew scoprono di essere andati entrambi da un dottore a Londra per scoprire come mai non riescono ad avere figli: Mary rivela che il problema medico riguardava lei e di essersi sottoposta a un piccolo intervento. Ethel accetta un'offerta di lavoro dalla signora Watson, vicina di casa dei signori Bryant, per poter stare più vicino a Charlie.
- Ascolti UK: telespettatori 12 150 000[7]
- Ascolti Italia: telespettatori 858 000 - share 3,65%[11]

## Un viaggio nelle Highlands
- Titolo originale: A Journey to the Highlands
- Diretto da: Andy Goddard
- Scritto da: Julian Fellowes

### Trama
Settembre 1921. I Crawley, a esclusione di Isobel, della piccola Sybil e di Tom, partono per la Scozia per trascorrere dieci giorni a Duneagle Castle, dimora di Rose e dei suoi genitori, Hugh e Susan McClare. Bates, Anna, Molesley e la signorina O'Brien vanno con loro, e anche Mary, pur essendo prossima al parto, decide di unirsi al gruppo. La servitù rimasta a Downton Abbey intraprende le grandi pulizie, mentre la signora Patmore attira l'attenzione del nuovo fornitore, che si rivela però un donnaiolo interessato solo alla sua cucina, e la nuova cameriera Edna corteggia sfacciatamente Tom, venendo infine licenziata quando si spinge troppo in là. Durante la fiera di Thirsk, Thomas salva Jimmy, ubriaco, da un paio di ladri, rimanendo ferito: ciò porta i due a stringere un legame di amicizia e a superare le vicende passate; intanto il dottor Clarkson cerca maldestramente di corteggiare Isobel. In Scozia la famiglia Crawley partecipa alla caccia al cervo e al tradizionale ballo in stile scozzese, dove Michael Gregson, il capo di Edith, riesce a farsi invitare per passare del tempo con la ragazza. L'uomo confida a Matthew i sentimenti che prova per Edith, non ricevendo, però, l'appoggio sperato. La signorina O'Brien viene notata da Susan, donna gelida ed incontentabile, e ciò suscita le gelosie della sua cameriera personale. Hugh confessa a Robert di dover vendere la propria tenuta perché, non avendola modernizzata, ha finito i soldi ed è stato costretto ad accettare l'impiego governativo in India; l'uomo chiede a malincuore a Robert di poter lasciare Rose da loro a Downton, sicuro che i dissidi tra la figlia e la moglie (che neanche lui sopporta), aumentati dal vivere in un ambiente così diverso e poco consono al loro rango, porterebbero la figlia all'esasperazione. Mary, affaticata per via della gravidanza, decide di tornare con Anna a casa per non rovinare la vacanza agli altri, ma entra in travaglio poco prima di arrivare alla tenuta e partorisce un maschio all'ospedale locale. Dopo averle fatto visita, Matthew muore in un incidente d'auto sulla strada per Downton Abbey.
- Ascolti UK: telespettatori 10 280 000[7]
- Ascolti Italia: telespettatori 825 000 - share 3%[12]